# Küçük Menderes

Az epheszoszi öböl feltöltődése

A Küçük Menderes Nyugat-Anatólia egyik ókori folyója, azonos a klasszikus ókori Kis-Maiandrosz folyóval (ógörögül: Kaüsztrosz, latinul: Caystrus vagy Cayster, mai görög nyelven Κάυστρος). A Bozdağlar (Boz-hegység) középső vidékén (az ókorban Phrügia), Beydağnál ered 2000 méteres magasság felett, majd befut a Bozdağlar és az Aydin-hegység közti völgybe. Innen kelet-nyugati irányban, párhuzamosan a Büyük Menderesszel tart az Égei-tenger felé, majd Selçuk településnél (az ókorban Epheszosz), İzmirhez közel fut a tengerbe. Útközben elhalad Hüpaipa és Larissza mellett.
200 kilométer hosszú, de kis vízhozamú, sekély és hajózhatatlan, ezért kisebb jelentőségű, mint a közeli (egy ponton alig 30 km-re lévő) Büyük Menderes. Kiterjedt mocsárvidéket hozott létre a torkolat közelében.
Az ókorban környékének legfontosabb városa Epheszosz volt, amely II. Murszilisz hettita király idejéig Arzava fővárosa volt. Ekkor a neve Apasza(sz). Ezután helyét átvette a feltörekvő Millavanda (Milétosz). Ma már nyolc kilométerrel hosszabb, mint 3000 évvel ezelőtt volt, az akkori hatalmas kikötőváros, Epheszosz ennyire van a parttól.